# Itterbeek (rivier)

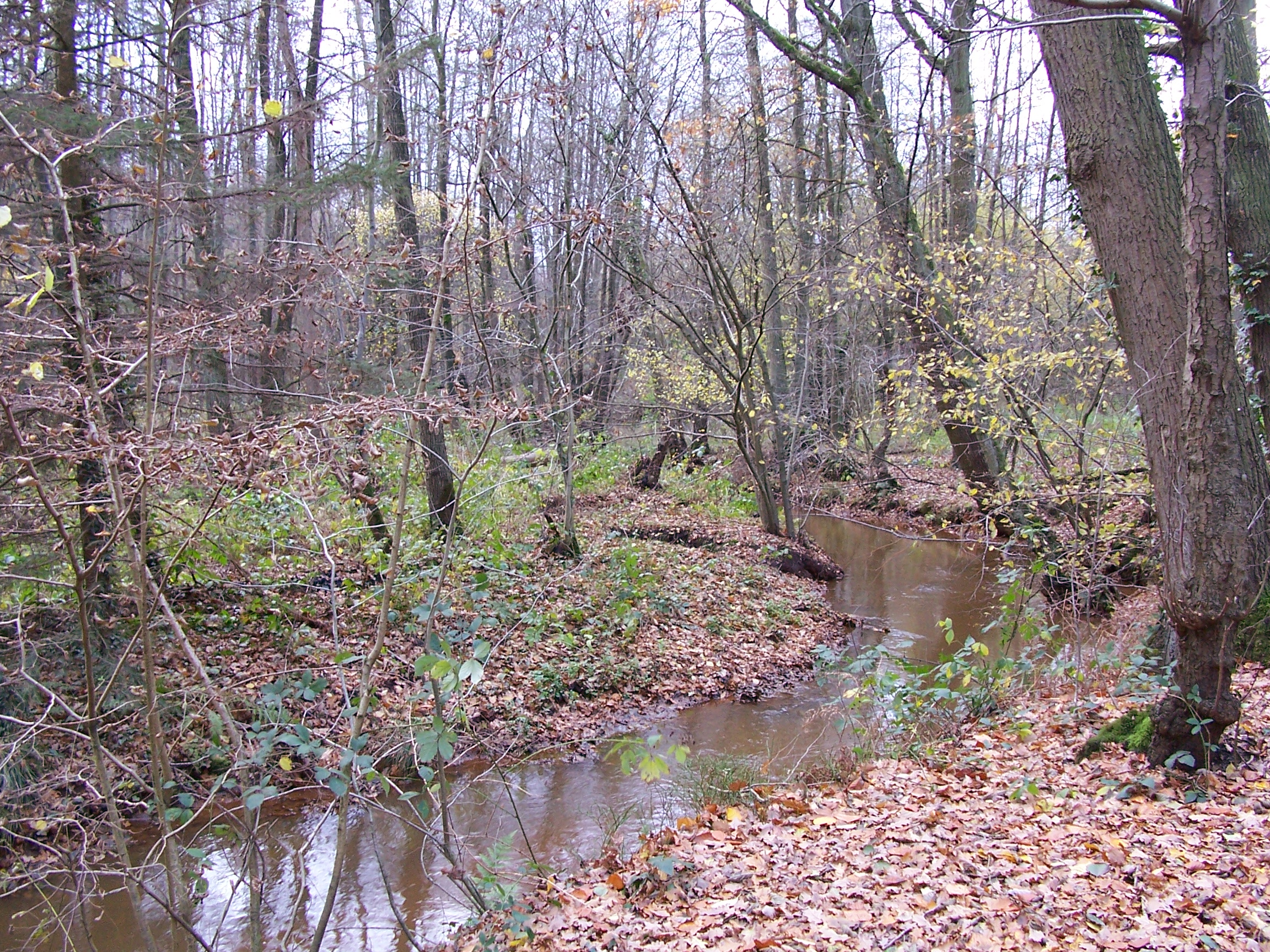
De Itterbeek in het Itterdal

De Itterbeek is een zijrivier van de Maas die stroomt door de provincies Belgisch- en Nederlands-Limburg. Ze heeft een lengte van ca. 30 km en een verval van ca. 45 m. Tot 1950 staat ze plaatselijk ook wel bekend als Molenbeek (te Gruitrode), Tongerlose Beek (te Kinrooi) en Laak (te Kessenich en Neeritter). In Thorn is er een korte zijarm langsheen het dorpscentrum: de Thornerbeek.

## Verloop
De Itterbeek ontspringt op het Kempens Plateau bij het gehucht Ophoven. Even loopt ze door de slotgracht van de Commanderij van Gruitrode. Vóór Opitter stroomt ze de lagere Vlakte van Bocholt binnen. Hier komt ze voorbij de dorpskernen van Opitter (zie het Itterdal), Tongerlo en Kinrooi. Op de halve cirkel rond Kessenich vormt ze meermaals de Belgisch-Nederlandse grens. Het Belgische gedeelte is bepalend voor twee natuurgebieden: het Itterdal en het Vijverbroek.
Vóór Thorn is er een splitsing. De Itterbeek/Oude Beek stroomt naar het zuiden, de Thornerbeek naar het noorden. In het gebied 'de Grote Hegge' komen de Itterbeek en de Thornerbeek weer samen. De rivier mondt vervolgens uit in de jachthaven van Wessem. In geval van hoogwater op de Maas wordt het water weggeleid via twee andere waterlopen: de Panheelderbeek en de Sleijbeek. In dat geval belandt het water in het benedenpand van Sluis Linne.

## Belangrijkste zijstromen
- Baatsbeek in Neerglabbeek
- Wijshagerbeek nabij Opitter
- Raambeek in Kessenich
- Witbeek in Kessenich
- Panheelderbeek in Wessem

## Watermolens
Tot 1900 vond men langs de beek een groot aantal watermolens die zowel graan als olie malen, waarvan de meeste tegenwoordig nog bestaan:
- Royer Molen, Dusselermolen, Gebrande Molen of Clijstersmolen (Roesstraat, Opitter), nauwelijks 5 km van de bron
- Slagmolen, Stalsmolen of Scheelenmolen (Molenstraat, Opitter)
- Kasteelmolen, Vinckenmolen, Molen van Aken of Witte Molen (Opstraat, Opitter)
- Keyartmolen (Keyartstraat, Tongerlo)
- Galdermansmolen of Dorper Molen (Solterweg, Tongerlo)
- Middelste Molen of Vlemincxmolen (Groenstraat, Tongerlo)
- Borchmolen (Kasteelstraat, Kessenich)
- Armenmolen (Molenstraat, Neeritter)
- Schouwsmolen (Margarethastraat, Ittervoort)
- Luyensmolen of Luismolen (Margarethastraat, Ittervoort)
- Kraekermolen (Beekstraat, Thorn)

De Pollismolen lag vroeger ook op de Itterbeek, maar nu op de Wijshagerbeek.